# Natação nos Jogos Olímpicos de Verão de 2008 - 100 m borboleta masculino
A competição dos 100m borboleta masculino  nos Jogos Olímpicos de Verão de 2008 teve sua final no dia 16 de Agosto.

## Medalhistas
| Ouro   | USA Michael Phelps     |
| Prata  | SRB Milorad Čavić      |
| Bronze | AUS Andrew Lauterstein |

## Recordes
Antes desta competição, os recordes mundiais e olímpicos da prova eram os seguintes:
| Tipo | Atleta         | Tempo | Local    | Data                 | Ref |
| ---- | -------------- | ----- | -------- | -------------------- | --- |
|      | Ian Crocker    | 50,40 | Montreal | 30 de julho de 2005  | ver |
|      | Michael Phelps | 50,58 | Pequim   | 16 de agosto de 2008 | ver |

## Eliminatórias

### Eliminatória 1
| # | Pista | Nome                     | País        | Tempo | Notas |
| - | ----- | ------------------------ | ----------- | ----- | ----- |
| 1 | 3     | Andrejs Duda             | LAT Letônia | 55.20 |       |
| 2 | 4     | Joao Luis Cardoso Matias | ANG Angola  | 57.06 |       |
| 3 | 5     | Marco Camargo            | ECU Equador | 57.48 |       |

### Eliminatória 2
| # | Pista | Nome                       | País                     | Tempo | Notas |
| - | ----- | -------------------------- | ------------------------ | ----- | ----- |
| 1 | 5     | Shaune Fraser              | CAY Ilhas Cayman         | 54.08 |       |
| 2 | 4     | Daniel Bego                | MAS Malásia              | 54.38 |       |
| 3 | 2     | Gordon Touw Ngie Tjouw     | SUR Suriname             | 54.54 |       |
| 4 | 6     | Rustam Khudiyev            | KAZ Cazaquistão          | 54.62 |       |
| 5 | 1     | Bader Abdulrahman Almuhana | KSA Arábia Saudita       | 55.59 |       |
| 5 | 3     | Ahmed Nada                 | EGY Egito                | 55.59 |       |
| 7 | 7     | Nedim Nišić                | BIH Bósnia e Herzegovina | 57.16 |       |

### Eliminatória 3
| # | Pista | Nome                  | País         | Tempo | Notas |
| - | ----- | --------------------- | ------------ | ----- | ----- |
| 1 | 2     | Rimvydas Salcius      | LTU Lituânia | 52.90 |       |
| 2 | 4     | Alon Mandel           | ISR Israel   | 52.99 | NR    |
| 3 | 3     | Jeremy Knowles        | BAH Bahamas  | 53.72 |       |
| 4 | 1     | Adam Madarassy        | HUN Hungria  | 53.93 |       |
| 5 | 8     | Hjortur Mar Reynisson | ISL Islândia | 54.17 |       |
| 6 | 7     | Camilo Becerra        | COL Colômbia | 54.27 |       |
| 7 | 5     | Onur Uras             | TUR Turquia  | 54.79 |       |
| 8 | 6     | Georgi Palazov        | BUL Bulgária | 55.25 |       |

### Eliminatória 4
| # | Pista | Nome                    | País                | Tempo | Notas |
| - | ----- | ----------------------- | ------------------- | ----- | ----- |
| 1 | 3     | Jakob Schioett Andkjaer | DEN Dinamarca       | 52.24 |       |
| 2 | 4     | Sotirios Pastras        | GRE Grécia          | 52.41 |       |
| 3 | 6     | Ioan Stefan Gherghel    | ROU Romênia         | 52.50 |       |
| 4 | 1     | Michal Rubáček          | CZE República Checa | 53.53 |       |
| 5 | 2     | Juan Jose Veloz         | MEX México          | 53.58 |       |
| 6 | 8     | Ryan Gambin             | MLT Malta           | 53.70 |       |
| 7 | 7     | Ankur Poseria           | IND Índia           | 54.74 |       |
| 8 | 5     | Mattia Nalesso          | ITA Itália          | DNS   |       |

### Eliminatória 5
| # | Pista | Nome                 | País              | Tempo | Notas |
| - | ----- | -------------------- | ----------------- | ----- | ----- |
| 1 | 3     | Lyndon Ferns         | RSA África do Sul | 52.04 | Q     |
| 2 | 5     | Mario Todorovic      | CRO Croácia       | 52.26 |       |
| 3 | 1     | Simao Morgado        | POR Portugal      | 52.80 |       |
| 4 | 2     | Francois Heersbrandt | BEL Bélgica       | 53.33 |       |
| 5 | 8     | Douglas Lennox-Silva | PUR Porto Rico    | 53.34 |       |
| 6 | 6     | Adam Sioui           | CAN Canadá        | 53.38 |       |
| 7 | 4     | Ivan Lendjer         | SRB Sérvia        | 53.41 |       |
| 8 | 7     | Evgeny Lazuka        | BLR Bielorrússia  | 53.54 |       |

### Eliminatória 6
| # | Pista | Nome                          | País              | Tempo | Notas |
| - | ----- | ----------------------------- | ----------------- | ----- | ----- |
| 1 | 2     | Sergii Breus                  | UKR Ucrânia       | 51.82 | Q     |
| 2 | 8     | Feng Shi                      | CHN China         | 51.87 | Q     |
| 3 | 6     | Lars Frölander                | SWE Suécia        | 52.15 |       |
| 4 | 4     | Michael Rock                  | GBR Grã-Bretanha  | 52.48 |       |
| 5 | 5     | Todd Cooper                   | GBR Grã-Bretanha  | 52.52 |       |
| 6 | 3     | Moss Burmester                | NZL Nova Zelândia | 52.67 |       |
| 7 | 7     | Octavio Andres Alesi Gonzalez | VEN Venezuela     | 53.58 |       |
| 8 | 1     | Alexei Puninski               | CRO Croácia       | 53.65 |       |

### Eliminatória 7
| # | Pista | Nome               | País                 | Tempo | Notas |
| - | ----- | ------------------ | -------------------- | ----- | ----- |
| 1 | 5     | Jason Dunford      | KEN Quênia           | 51.14 | Q, OR |
| 2 | 3     | Andrew Lauterstein | AUS Austrália        | 51.37 | Q, OC |
| 3 | 7     | Takuro Fujii       | JPN Japão            | 51.50 | Q, AS |
| 4 | 4     | Frederick Bousquet | FRA França           | 51.83 | Q     |
| 5 | 2     | Ryan Pini          | PNG Papua-Nova Guiné | 52.00 | Q     |
| 6 | 1     | Nikolay Skvortsov  | RUS Rússia           | 52.26 |       |
| 7 | 8     | Joe Bartoch        | CAN Canadá           | 52.90 |       |
| 8 | 6     | Thomas Rupprath    | GER Alemanha         | 53.56 |       |

### Eliminatória 8
| # | Pista | Nome                  | País               | Tempo | Notas |
| - | ----- | --------------------- | ------------------ | ----- | ----- |
| 1 | 5     | Albert Subirats Altes | VEN Venezuela      | 51.71 | Q NR  |
| 2 | 1     | Corney Swanepoel      | NZL Nova Zelândia  | 51.78 | Q     |
| 3 | 4     | Ian Crocker           | USA Estados Unidos | 51.95 | Q     |
| 4 | 7     | Adam Pine             | AUS Austrália      | 52.07 |       |
| 5 | 6     | Gabriel Mangabeira    | BRA Brasil         | 52.28 |       |
| 6 | 3     | Evgeny Korotyshkin    | RUS Rússia         | 52.30 |       |
| 7 | 2     | Rafael Munoz          | ESP Espanha        | 52.53 |       |
| 8 | 8     | Christophe Lebon      | FRA França         | 52.56 |       |

### Eliminatória 9
| # | Pista | Nome             | País               | Tempo | Notas |
| - | ----- | ---------------- | ------------------ | ----- | ----- |
| 1 | 5     | Milorad Čavić    | SRB Sérvia         | 50.76 | Q, OR |
| 2 | 4     | Michael Phelps   | USA Estados Unidos | 50.87 | Q     |
| 3 | 7     | Andrii Serdinov  | UKR Ucrânia        | 51.10 | Q     |
| 4 | 2     | Peter Mankoč     | SLO Eslovênia      | 51.24 | Q     |
| 5 | 6     | Kaio de Almeida  | BRA Brasil         | 52.05 | Q     |
| 6 | 1     | Robin van Aggele | NED Países Baixos  | 52.26 |       |
| 7 | 3     | Masayuki Kishida | JPN Japão          | 52.45 |       |
| 8 | 8     | Benjamin Starke  | GER Alemanha       | 53.50 |       |

## Final
| #                 | Pista | Nome               | País                 | Tempo | Notas |
| ----------------- | ----- | ------------------ | -------------------- | ----- | ----- |
| Medalha de ouro   | 5     | Michael Phelps     | USA Estados Unidos   | 50.58 | OR    |
| Medalha de prata  | 4     | Milorad Čavić      | SRB Sérvia           | 50.59 | ER    |
| Medalha de bronze | 3     | Andrew Lauterstein | AUS Austrália        | 51.12 | OC    |
| 4                 | 6     | Ian Crocker        | USA Estados Unidos   | 51.13 |       |
| 5                 | 2     | Jason Dunford      | KEN Quênia           | 51.47 |       |
| 6                 | 1     | Takuro Fujii       | JPN Japão            | 51.50 | =AS   |
| 7                 | 7     | Andrii Serdinov    | UKR Ucrânia          | 51.59 |       |
| 8                 | 8     | Ryan Pini          | PNG Papua-Nova Guiné | 51.86 |       |

Legenda
| Recorde mundial      | Recorde mundial (World record)               |                       | Recorde africano                      | Recorde africano (African) |                                           | Q | Classificado por posição (Qualified) |
| Recorde olímpico     | Recorde olímpico (Olympic record)            | Recorde da América    | Recorde da América (Americas)         | q                          | Classificado por melhor tempo (Qualified) |   |                                      |
| Melhor marca do ano  | Melhor marca do ano (World leading)          | Recorde asiático      | Recorde asiático (Asian)              | DNS                        | Não largou (Did not start)                |   |                                      |
| Recorde nacional     | Recorde nacional (National record)           | Recorde europeu       | Recorde europeu (European)            | DNF                        | Não terminou (Did not finish)             |   |                                      |
| Recorde pessoal      | Recorde pessoal do atleta (Personal best)    | Recorde da Oceania    | Recorde da Oceania (Oceania)          | DSQ / DQ                   | Desclassificado (Disqualified)            |   |                                      |
| Recorde da temporada | Recorde da temporada do atleta (Season best) | Recorde sul-americano | Recorde sul-americano (South America) | NM                         | Sem marca (No mark)                       |   |                                      |